# فيليكس مارتن (مؤرخ)
فيليكس مارتن (بالفرنسية: Félix Martin)‏ هو مؤرخ فرنسي، ولد في 4 أكتوبر 1804، وتوفي في 25 نوفمبر 1886.